# الشارقة
الشارقة، هي ثالث أكبر مدينة من حيث عدد السكان في دولة الإمارات العربية المتحدة، بعد دبي وأبو ظبي. وهي عاصمة إمارة الشارقة وتشكل جزءاً من منطقة دبي-الشارقة-عجمان الحضرية.
الشارقة هي عاصمة الإمارة التي تحمل اسمها وفيها ديوان الحاكم ومقره. تشترك الشارقة في الوظائف القانونية والسياسية والعسكرية والاقتصادية مع الإمارات الأخرى في دولة الإمارات العربية المتحدة ضمن إطار اتحادي، ومع ذلك، تحتفظ كل إمارة، بما في ذلك الشارقة، بالولاية القضائية على مجالات معينة مثل إنفاذ القانون المدني وتوفير وصيانة المرافق المحلية. تحكم أسرة القاسمي الشارقة منذ القرن الثامن عشر.
تعتبر المدينة مركزاً للثقافة والصناعة، وتساهم وحدها بنسبة 7.4% من الناتج المحلي الإجمالي لدولة الإمارات العربية المتحدة. تبلغ مساحة المدينة حوالي 235 كيلومتر مربع ويبلغ عدد سكانها أكثر من 1,800,000 نسمة (2022-2023). يحظر بيع أو استهلاك المشروبات الكحولية في إمارة الشارقة دون الحصول على ترخيص للكحول، ولا يتم تقديم المشروبات الكحولية في الفنادق أو المطاعم أو غيرها من منافذ البيع في الشارقة، بسبب الأغلبية المسلمة في المنطقة. وقد ساعد هذا الشارقة على زيادة عدد السياح المسلمين الذين يزورون الإمارة. سميت الشارقة رسميًا مدينة صحية من قبل منظمة الصحة العالمية. كما حلت الشارقة في المرتبة 68 كأفضل مدينة في العالم للطلاب الجامعيين في نسخة عام 2016 من مجلة QS لأفضل المدن الطلابية، تعتبر الشارقة العاصمة الثقافية لدولة الإمارات العربية المتحدة، وكانت عاصمة الثقافة الإسلامية لعام 2014، وعاصمة عالمية للكتاب لعام 2019 من قبل اليونسكو. واختيرت لنيل جائزة عاصمة السياحة العربية لعام 2015 خلال الدورة الـ 15 لمجلس وزراء السياحة العرب بالقاهرة في 18 أكتوبر من عام 2012. كما اختيرت من قبل معرض غودالاهارا الدولي للكتاب الذي يقام في المكسيك لتكون ضيف شرف الدورة 34 المقامة في عام 2020.
في 1 يناير 2022، دخلت الشارقة التاريخ عندما اعتمد قطاعها العام أسبوع عمل مكون من أربعة أيام وعطلة نهاية أسبوع مدتها ثلاثة أيام، لتصبح أول مدينة في منطقة الخليج والشرق الأوسط بأكمله تتبنى أسبوع عمل مكون من أربعة أيام بالكامل.

## التاريخ

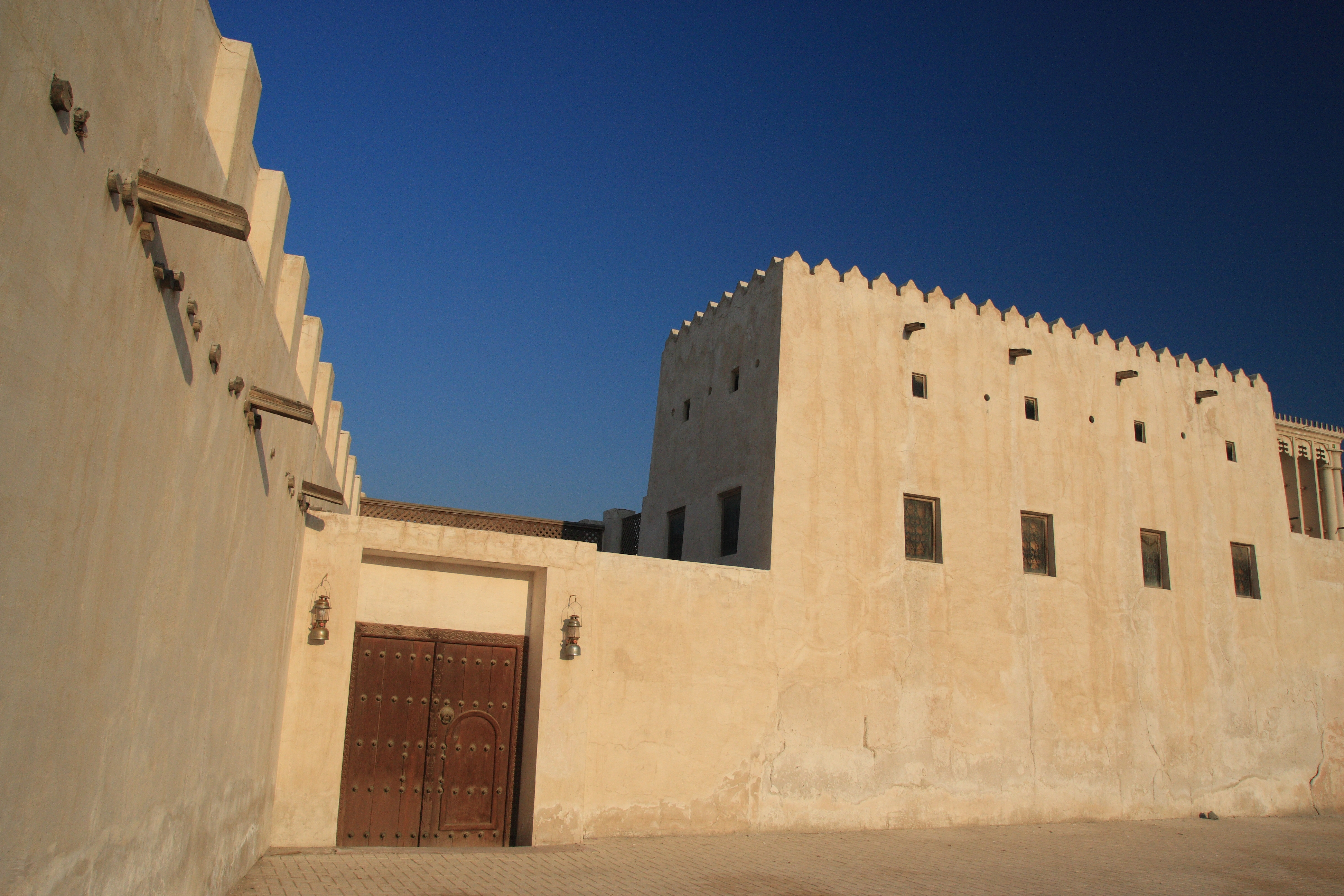
المنطقة التراثية
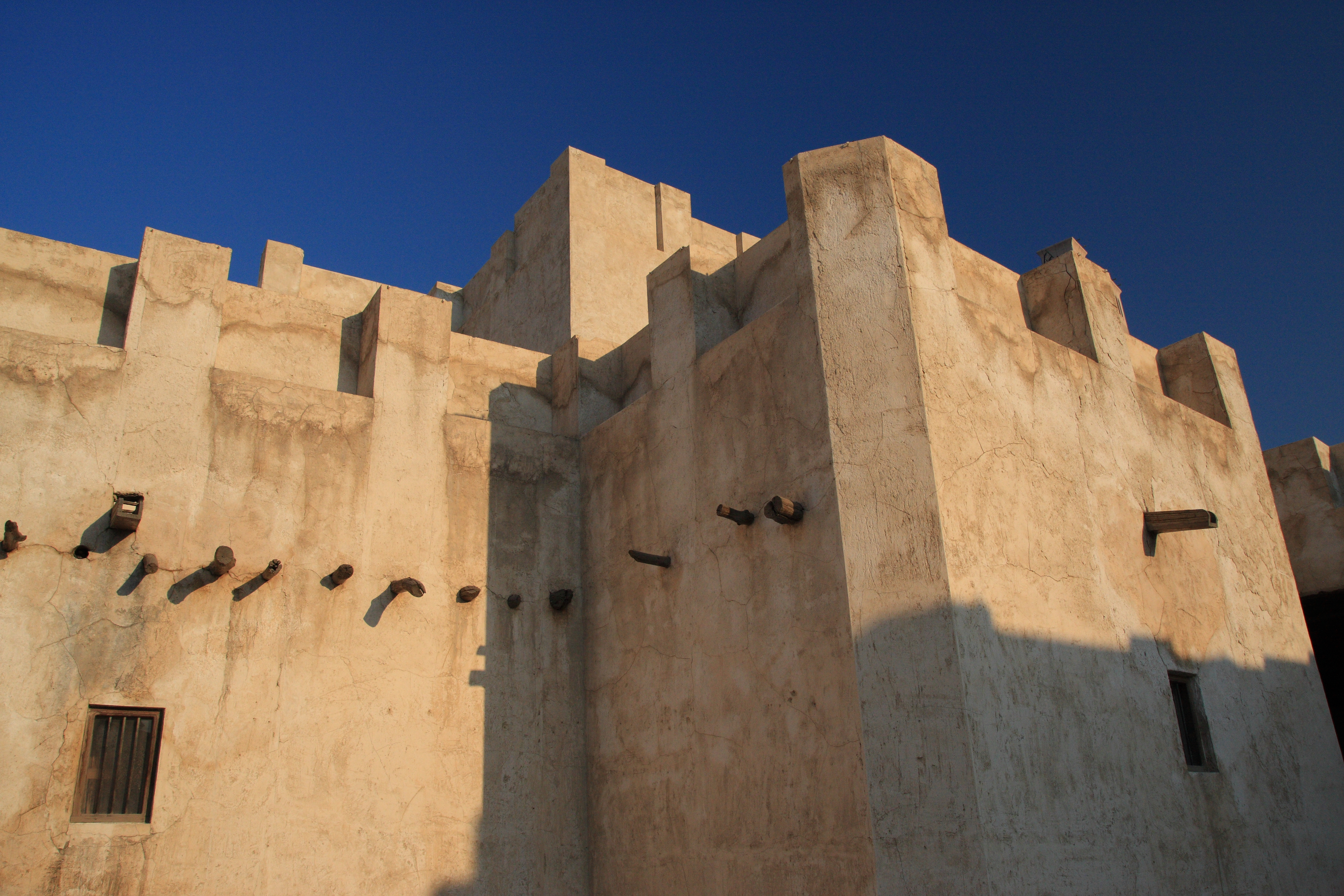
المنطقة التراثية
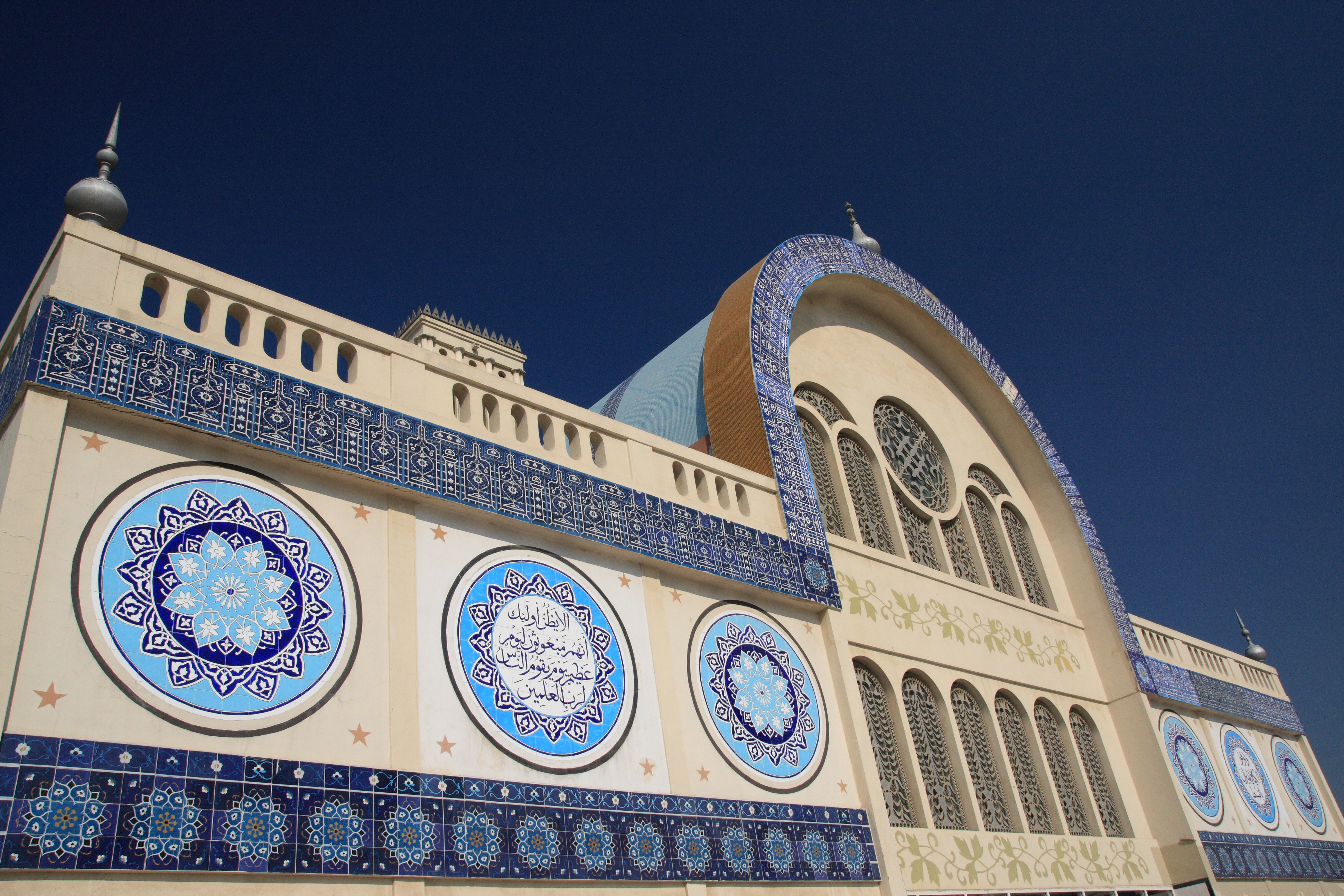
السوق المركزي (الشارقة)

يعود تاريخها إلى ستة آلاف سنة، كان الناس يعتمدون على التجارة وصناعة السفن البحرية بالإضافة إلى الزراعة والصيد والبحث عن اللؤلؤ. استوطن السكان الأوائل حول الفلج أو مجرى المياه التي يصنعها الإنسان.
وقد بدأت الاضطرابات وعدم الاستقرار في المنطقة في القرن السادس عشر؛ ففي عام 1507م احتل البرتغاليون الساحل الشرقي حتى سيطروا على مسار تجارة التوابل، وقاموا ببناء الحصون في خورفكان وكلباء ودبا. واستمر حكم البرتغاليين لمدة قرن كامل إلى أن انتصر عليهم الهولنديون الذين تمكنوا من استعمار المنطقة لنفس الأسباب التي جعلت البرتغاليين يحتلون الساحل الشرقي
وفي القرن السابع عشر وصل البريطانيون وبدؤوا التجارة مع قبيلة القواسم أسلاف الأسرة الحاكمة اليوم في الشارقة، وفضّل الأوروبيون غزو منطقة الخليج والبحر الأحمر باعتبارهما منطقة ربط طريق رئيسية بين الشرق والأوسط والهند
وفي القرن الثامن عشر أصبحت قبيلة القواسم الحاكمة قوة بحرية في جنوب الخليج، وتمركزت قوتهم في رأس الخيمة والشارقة. وفي عام 1803م أصبح الشيخ سلطان بن صقر القاسمي والد حكام اليوم شيخاً على الشارقة، وحكمها ما يزيد عن خمسين عاماً.
وبانتهاء القرن الثامن عشر تدهورت العلاقة بين القواسم والبريطانيين، حيث كان البريطانيون يتهمون القواسم بالهجوم على سفنهم، في حين أن القواسم كانوا يتهمون البريطانيين بسوء السلوك.
وفي عام 1809م أوقف البريطانيون هجماتهم البرية على قبيلة القواسم في رأس الخيمة. وبحلول عام 1820م تم توقيع أول اتفاقية من ضمن عدة اتفاقيات للسلام تضمن السلام والأمن في البحر وحماية البريطانيين ضد الهجمات لمدة 150 سنة. وأصبح الساحل معروفاً بساحل عمان المتصالح، كما عُرفت المشايخ في عمان بالدول المتصالحة، وبقيت هذه الأسماء من عام 1853م وحتى قيام دولة الإمارات العربية المتحدة في عام 1971م
انضمت الشارقة إلى دولة الإمارات العربية المتحدة كعضو مؤسس للاتحاد في الثاني من ديسمبر 1971م. وفي عام 1972 أصبح سلطان بن محمد القاسمي حاكماً للشارقة.
وفي نفس العام بدأ ضخ النفط في حقل مبارك على بعد 80 كم في البحر قرب جزيرة أبو موسى. وبدأ الإنتاج بعد سنتين بأعلى معدل له.

## المناخ
الشارقة لديها مناخ صحراوي حار (تصنيف المناخ BWh)، مع شتاء دافئ وصيف حار ورطب للغاية. هطول الأمطار منخفض بشكل عام وغير منتظم، ويحدث بشكل كامل تقريبًا في الفترة من نوفمبر إلى مايو، حيث يسقط نحو ثلثي الأمطار السنوية في فبراير ومارس.
| البيانات المناخية لـالشارقة        | البيانات المناخية لـالشارقة | البيانات المناخية لـالشارقة | البيانات المناخية لـالشارقة | البيانات المناخية لـالشارقة | البيانات المناخية لـالشارقة | البيانات المناخية لـالشارقة | البيانات المناخية لـالشارقة | البيانات المناخية لـالشارقة | البيانات المناخية لـالشارقة | البيانات المناخية لـالشارقة | البيانات المناخية لـالشارقة | البيانات المناخية لـالشارقة | البيانات المناخية لـالشارقة |
| الشهر                              | يناير                       | فبراير                      | مارس                        | أبريل                       | مايو                        | يونيو                       | يوليو                       | أغسطس                       | سبتمبر                      | أكتوبر                      | نوفمبر                      | ديسمبر                      | المعدل السنوي               |
| ---------------------------------- | --------------------------- | --------------------------- | --------------------------- | --------------------------- | --------------------------- | --------------------------- | --------------------------- | --------------------------- | --------------------------- | --------------------------- | --------------------------- | --------------------------- | --------------------------- |
| الدرجة القصوى °م (°ف)              | 32.5 (90.5)                 | 34.4 (93.9)                 | 42.1 (107.8)                | 43.2 (109.8)                | 46.4 (115.5)                | 49.2 (120.6)                | 47.8 (118.0)                | 48.2 (118.8)                | 46.0 (114.8)                | 41.4 (106.5)                | 37.2 (99.0)                 | 32.8 (91.0)                 | 49.2 (120.6)                |
| متوسط درجة الحرارة الكبرى °م (°ف)  | 23.2 (73.8)                 | 24.2 (75.6)                 | 27.8 (82.0)                 | 34.0 (93.2)                 | 39.5 (103.1)                | 41.8 (107.2)                | 43.2 (109.8)                | 42.7 (108.9)                | 36.8 (98.2)                 | 35.0 (95.0)                 | 29.9 (85.8)                 | 25.2 (77.4)                 | 33.6 (92.5)                 |
| المتوسط اليومي °م (°ف)             | 17.6 (63.7)                 | 18.5 (65.3)                 | 21.5 (70.7)                 | 25.7 (78.3)                 | 29.7 (85.5)                 | 32.1 (89.8)                 | 34.2 (93.6)                 | 33.8 (92.8)                 | 31.2 (88.2)                 | 27.8 (82.0)                 | 23.1 (73.6)                 | 19.4 (66.9)                 | 26.2 (79.2)                 |
| متوسط درجة الحرارة الصغرى °م (°ف)  | 12.1 (53.8)                 | 12.7 (54.9)                 | 15.3 (59.5)                 | 18.3 (64.9)                 | 21.9 (71.4)                 | 24.6 (76.3)                 | 27.5 (81.5)                 | 27.7 (81.9)                 | 24.3 (75.7)                 | 20.6 (69.1)                 | 16.4 (61.5)                 | 13.5 (56.3)                 | 19.6 (67.2)                 |
| أدنى درجة حرارة °م (°ف)            | 3.4 (38.1)                  | 2.5 (36.5)                  | 8.3 (46.9)                  | 10.9 (51.6)                 | 13.0 (55.4)                 | 18.3 (64.9)                 | 21.7 (71.1)                 | 22.2 (72.0)                 | 18.5 (65.3)                 | 13.3 (55.9)                 | 9.2 (48.6)                  | 5.0 (41.0)                  | 2.5 (36.5)                  |
| الهطول مم (إنش)                    | 9.5 (0.37)                  | 34.8 (1.37)                 | 33.0 (1.30)                 | 7.5 (0.30)                  | 1.4 (0.06)                  | 0.2 (0.01)                  | 0.4 (0.02)                  | 0.4 (0.02)                  | 0.4 (0.02)                  | 1.0 (0.04)                  | 5.1 (0.20)                  | 15.5 (0.61)                 | 109.2 (4.32)                |
| متوسط أيام هطول الأمطار (≥ 0.2 mm) | 1.5                         | 3.3                         | 4.0                         | 1.2                         | 0.1                         | 0.2                         | 0.4                         | 0.4                         | 0.2                         | 0.7                         | 0.4                         | 2.0                         | 14.4                        |
| متوسط الرطوبة النسبية (%)          | 69.0                        | 68.0                        | 64.0                        | 56.0                        | 51.0                        | 56.0                        | 54.0                        | 57.0                        | 62.0                        | 64.0                        | 64.0                        | 69.0                        | 61.2                        |
| ساعات سطوع الشمس الشهرية           | 244.9                       | 226.8                       | 257.3                       | 294.0                       | 350.3                       | 348.0                       | 331.7                       | 325.5                       | 306.0                       | 300.7                       | 276.0                       | 244.9                       | 3٬506٫1                     |
| المصدر: NOAA (1977–1991)           |                             |                             |                             |                             |                             |                             |                             |                             |                             |                             |                             |                             |                             |

## السكان

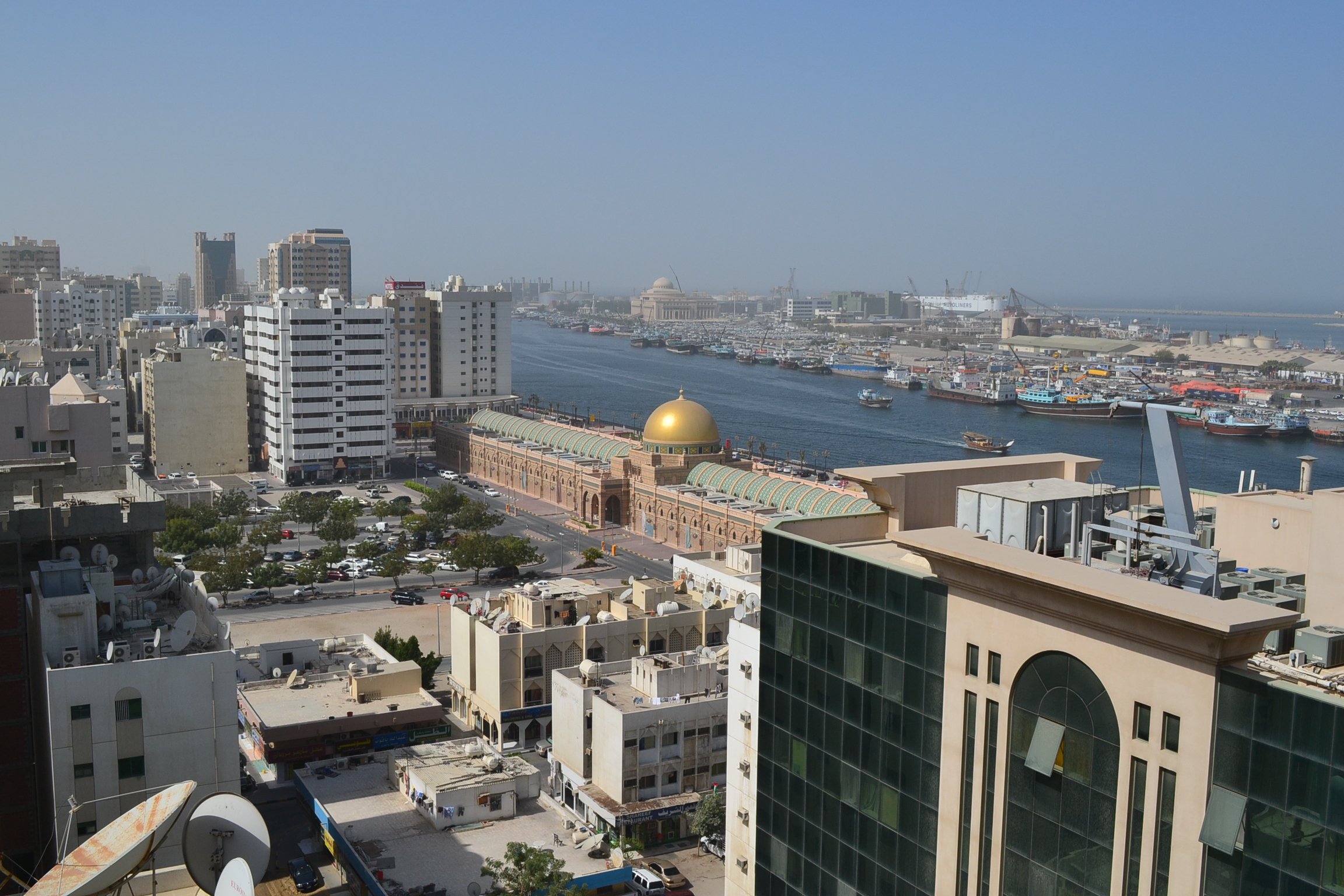

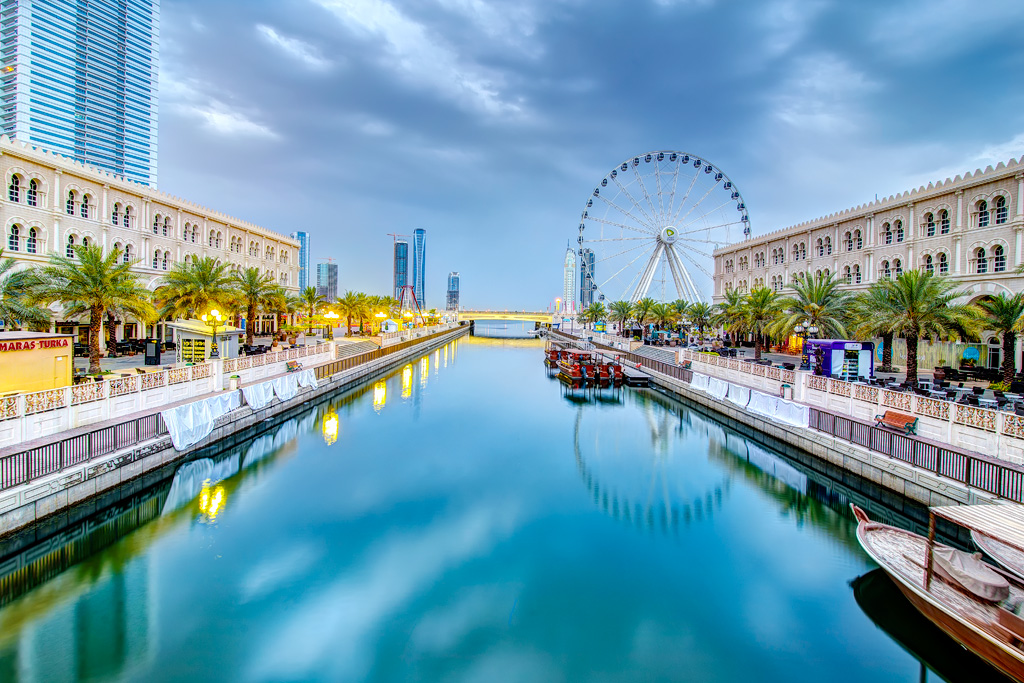
القصباء

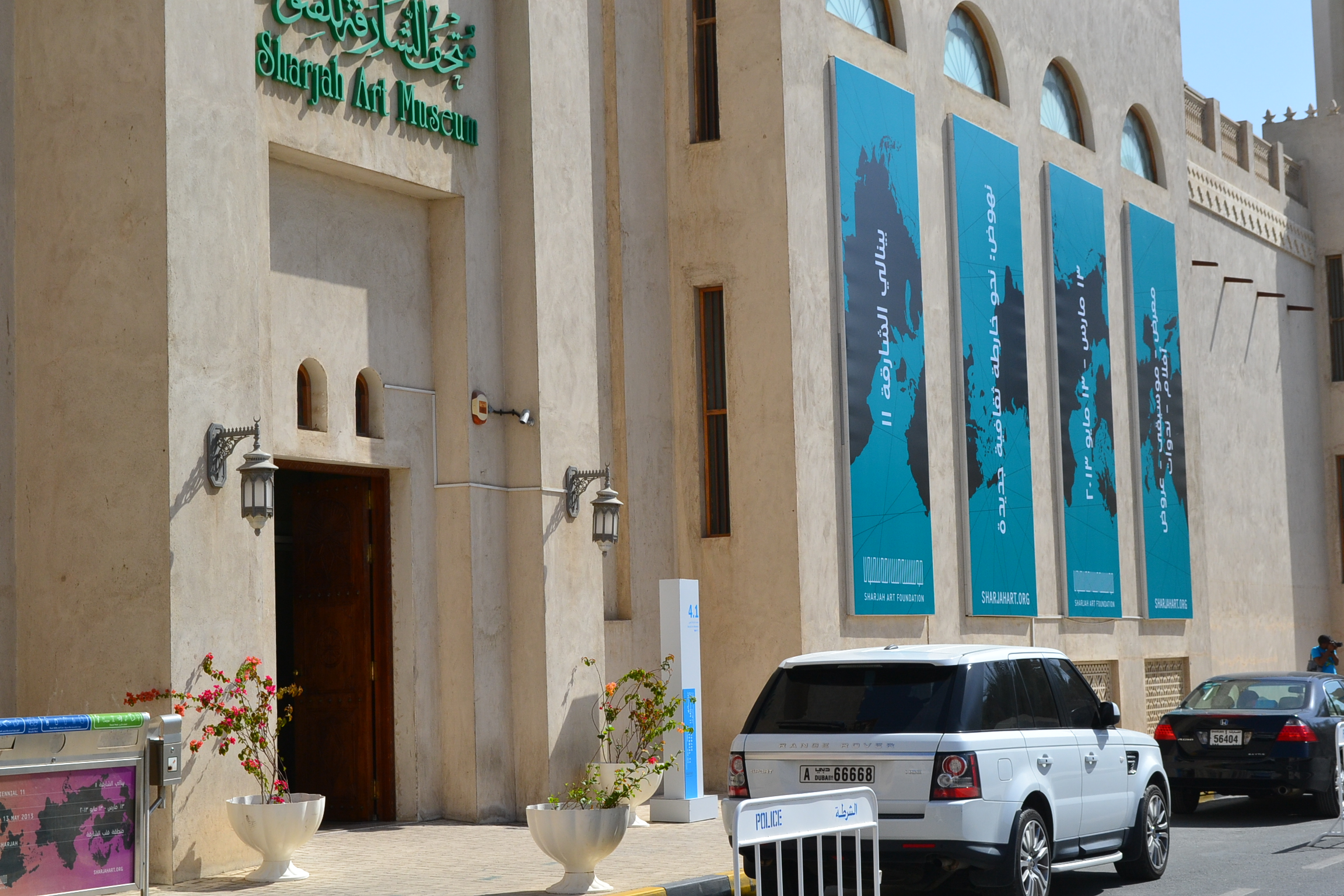
متحف الشارقة للفنون

الشارقة تعد وجهة رئيسية لوافدي الدولة للسكن، بسبب قربها من دبي عاصمة الأعمال والاقتصاد، ورخص السكن فيها مقارنة بدبي. والشارقة إمارة يحكمها قانون إسلامي بحت، يمنع فيها بيع وتناول الخمر والمراقص والشيشة ممنوعة في الشارقة في دولة الإمارات العربية المتحدة.
وفي الشارقة مطار دولي وميناء ومنطقة حرة.

## أحياء المدينة

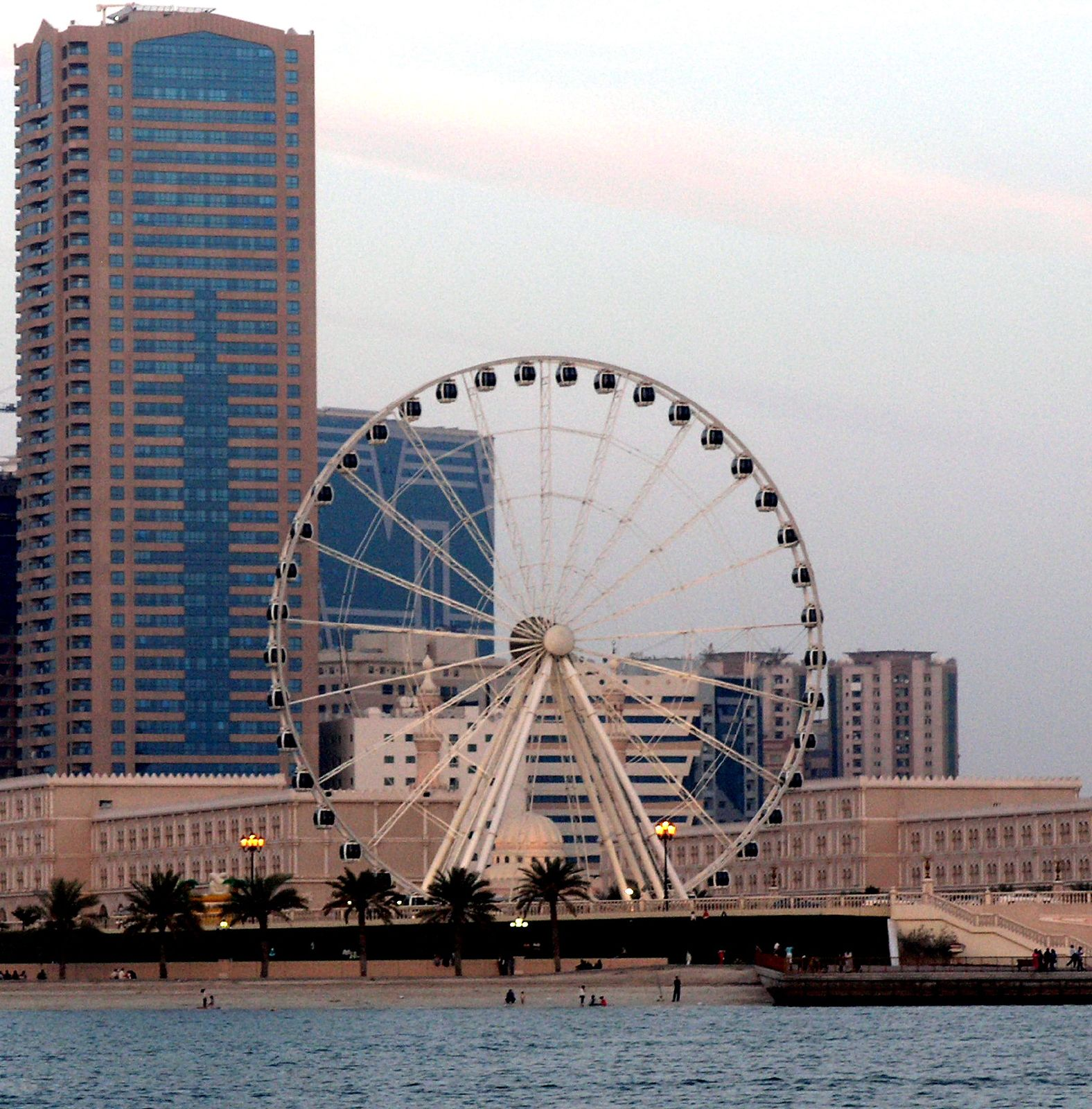
قناة القصباء في وسط مدينة الشارقة

المجرة، الحيرة، الخان، المريجة، القادسية، الممزر، النهدة، أم خنور (الصبخة)، الغافية، العزرة، الرفاع، الناصرية، الحزانة، الرقة (الجزات)،شرقان، الغبيبة، النباعة، الرماقية، الرمثاء، المنصورة، الدراري، القاسمية، المجاز، ميسلون، الشهباء، الخزامية، حلوان (الآبار)، سمنان، الطلاع، أبو طينة، الصناعية 1-17، البحيرة، الرملة، الفيحاء، المناخ، اليرموك، الفلج، دسمان، القوز، الموافجة، الطرفانة، النخيلات، المرقاب، المصلى، الخالدية، الليه، المنصورة، الياش، السويحات، الفشت، الفلاح، أبوشغارة. جزيرة العلم

### أحياء سكنية جديدة
القرائن والنوف والجرينة والرحمانية والسيوح والتعاون.

## الأسواق
- سوق المجرة
- سوق العرصة
- السوق المركزي (السوق الإسلامي)
- سوق البحر
- سوق الجبيل

## الثقافة

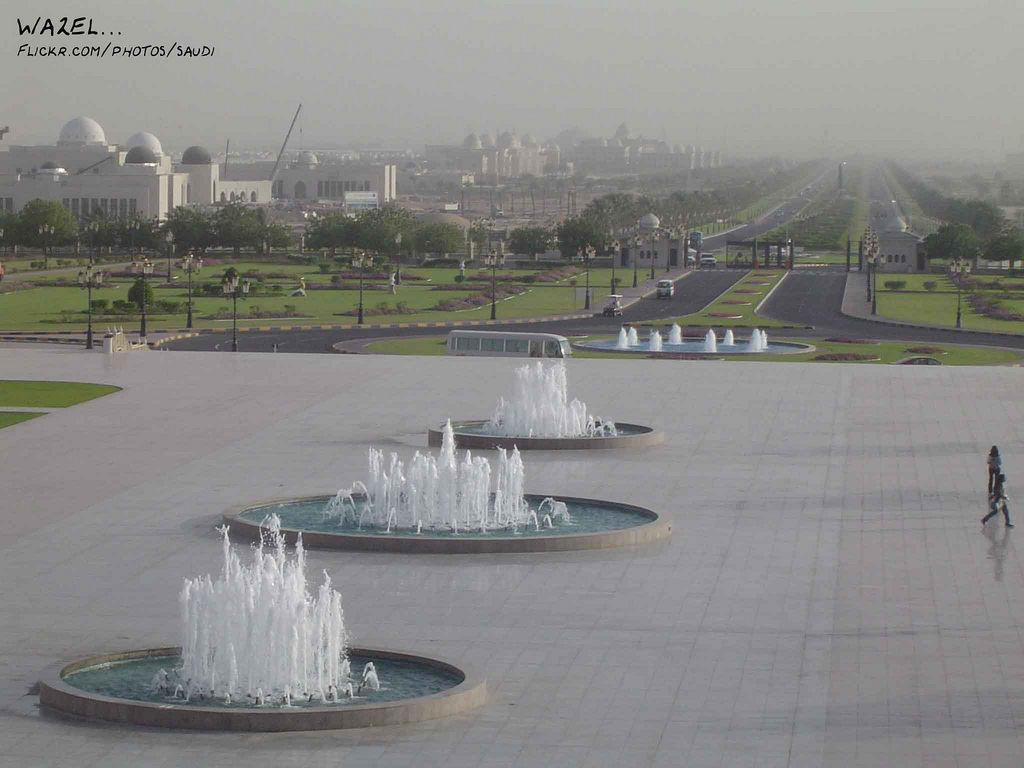
الجامعة الأميركية بالشارقة

يوجد بها مدينة جامعية يوجد فيها جامعات عديدة منها جامعة الشارقة الأمريكية و جامعة الشارقة وأكاديمية العلوم الشرطية وكلية التقنية العليا ومعهد التدريب القضائي ومركز لليونيسكو ودارة الدكتور سلطان القاسمي للدراسات الخليجية والكثير من المعاهد الأخرى المتخصصة.
كما تضم الشارقة مدارس حكومية متطورة، إلى جانب المدارس الخاصة العريقة كمدرسة الشويفات ومدرسة الوردية ومدارس أمريكية وبريطانية.
وتقيم الشارقة في كل عام فعاليات ثقافية عديدة كأيام الشارقة التراثية وأيام الشارقة المسرحية وجائزة الشارقة للقرآن الكريم والسُنة النبوية ومعرض الشارقة الدولي للكتاب ومعرض الشارقة لكتاب الطفل ومهرجان الشارقة للمسرح المدرسي ومهرجان الإمارات للمسرح الجامعي ومهرجان الشارقة للفنون الإسلامية وبينالي الشارقة للفنون، ومهرجان الشارقة للشعر العربي.

## الاقتصاد
أكدت دائرة الإحصاء والتنمية المجتمعية في الشارقة، أن اقتصاد الإمارة حقق نمواً نوعياً على مستوى الناتج المحلي الإجمالي ونسبة مساهمة القطاعات الإنتاجية غير النفطية، ما يجعله من بين الاقتصادات الأكثر نمواً وتنوعاً على مستوى المنطقة، حيث بلغت نسبة نمو الناتج المحلي الإجمالي 4.8 بالمائة في عام 2021 ليصل إلى نحو 130.5 مليار.[بحاجة لمصدر]

## الوجه الإسلامي للشارقة
إن اهتمام إمارة الشارقة بالجوامع والمساجد يبدو ملحوظاً في حرصها على أن تكون مظاهر العمارة الإسلامية ظاهرة في كل مناحي الحياة للمسلمين. إنه ذلك الفهم الصحيح لمعنى الحضارة والتركيز على التمسك بالجذور والانطلاق منها لمواكبة ركب الحضارة المتقدمة.
ومن أشهر المساجد التي تعتبر معالم بارزة للعمارة الإسلامية في إمارة الشارقة جامع النور وجامع الامام أحمد بن حنبل وجامع الشيخ سعود القاسمي وجامع البراء بن عازب وجامع المغفرة وجامع الرضوان وجامع الأرقم بن أبي الأرقم وجامع السلف الصالح.
وحتى الدوائر والهيئات والمؤسسات الحكومية تقيم مبانيها بهندسة إسلامية رائعة تظهر جمال الحضارة الإسلامية
واختيرت الشارقة عاصمة للثقافة الإسلامية عام 2014 في مؤتمر أُقيم في المدينة المنورة وتم تسليم شارة العاصمة الثقافية من المدينة المنورة وإعلان الشارقة عاصمة للثقافة الإسلامية 2014م.
الشارقة إمارة الثقافة والفكر والنهضة الحضارية والمعمارية، تتخذ أهميتها الراهنة من دورها الريادي في المنطقة على صعيد رعاية الفنون وتكريس قيم الثقافة الأصيلة، ومن قدرتها على صياغة هوية حضارية تجمع بين جذورها الإسلامية وإرثها التاريخي، وبين المعاصرة والانفتاح على الثقافات الإنسانية المتعددة.
يقترن اسم الشارقة في ميادين الفكر والمعرفة، باسم حاكمها وراعيها صاحب السمو الشيخ الدكتور سلطان بن محمد القاسمي عضو المجلس الأعلى حاكم الشارقة، الذي كرّس حياته وجهوده لإغناء الحياة الثقافية والمعرفية.
وتعدّ الشارقة ثالث أكبر إمارة في دولة الإمارات العربية المتحدة، وهي الإمارة الوحيدة التي تمتاز بشواطئ على جانبيها من جهة ساحل الخليج العربي وخليج عمان. والشارقة مثال للتناغم والتمازج الاجتماعي والثقافي. تمتاز بأجوائها التراثية، ومعالمها التاريخية التي تعتبر شاهداً على نهضتها وعراقتها على مر العصور. وهي ثالث أكبر إمارة من حيث المساحة في دولة الإمارات العربية المتحدة، وتضم مدناً رئيسية عديدة منها مدينة الذيد ومدن الساحل الشرقي الثلاث خورفكان، كلباء، ودبا الحصن.
نالت عام 1998 لقب عاصمة الثقافة العربية من قبل اليونسكو. كما نالت هذا العام لقب عاصمة الثقافة الإسلامية 2014.

## المنابر الإعلامية في الشارقة
- مؤسسة الشارقة للإعلام
- مركز الشارقة الإعلامي
- الشارقة 24
- جريدة الخليج

## شخصيات بارزة
عائشة السيار

## التوأمة
- جد حفص، البحرين.